# 誘惑の山

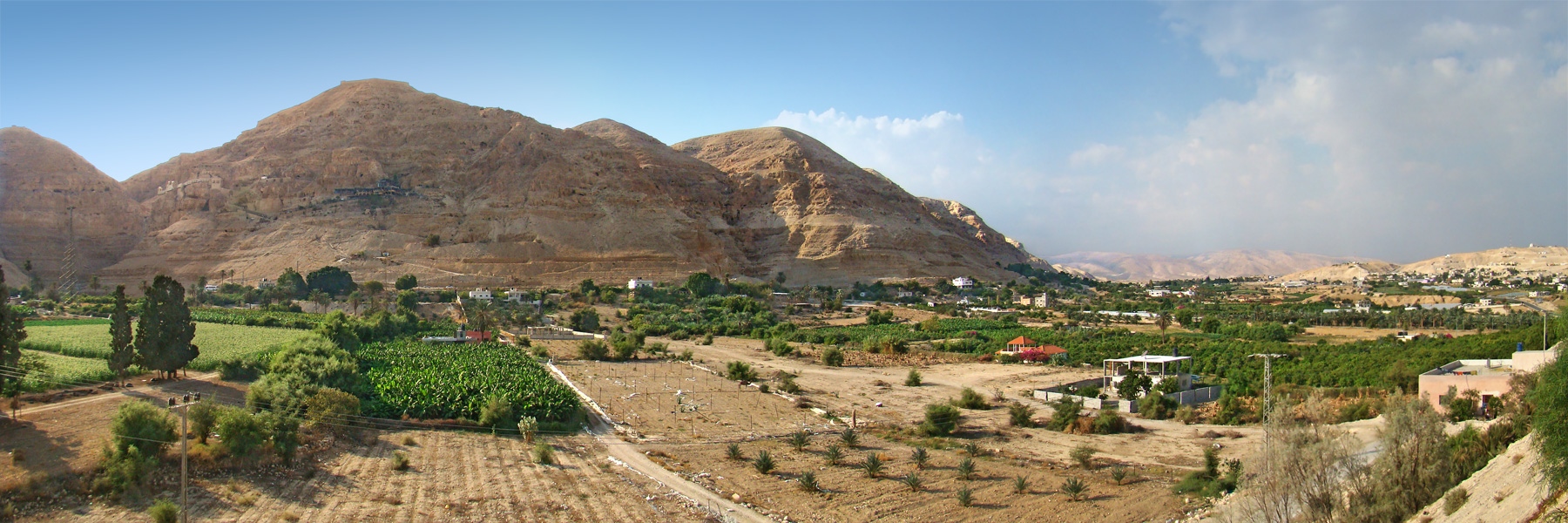
誘惑の山（ヨルダン川西岸地区）

誘惑の山（ゆうわくのやま、英語: Mount of Temptation）はヨルダン川西岸地区のエリコ近くにある山で、イエス・キリストが悪魔から誘惑を受けたといわれる場所である。

## 概要
誘惑の山はヨルダン川西岸地区のエリコの11km西郊外にある山（海抜366m）で、イエス・キリストが荒野で悪魔の誘惑を40日間受けたと伝承されている場所である。イエスが荒野で誘惑を受けたことは聖書（マタイによる福音書第4章など）に書いてあるが、どこであったかは書いてない。   
この山の中腹には12世紀に建設されたギリシャ正教の「誘惑の修道院」がある。この修道院まで、麓の古代エリコの街の遺跡であるテル・アッスルターン（Tel al-Sultan）からロープウェイで行くことができる。